# NGC 6511
NGC 6511 је спирална галаксија у сазвежђу Змај која се налази на NGC листи објеката дубоког неба.
Деклинација објекта је + 60° 49' 2" а ректасцензија 17h 54m 39,2s. Привидна величина (магнитуда) објекта NGC 6511 износи 13,7 а фотографска магнитуда 14,4. NGC 6511 је још познат и под ознакама NGC 6510, UGC 11051, MCG 10-25-114, CGCG 300-92, IRAS 17540+6049, KAZ 172, KUG 1754+608, PGC 61086.